# 吉恩 (明尼蘇達州未組織地區)
吉恩（英語：Gheen，/ɡiːn/ GHEEN）是位於美國明尼蘇達州聖路易斯縣的一個未組織地區。

## 地方資料
吉恩的面積為46.66平方千米，當中陸地面積為45.94平方千米，而水域面積為0.73平方千米。根據2020年美國人口普查的數據，當地共有人口22人，而人口密度為每平方千米0.47人。